# Casa Josep Andreu
La Casa Josep Andreu és una obra modernista de Vic (Osona) inclosa a l'Inventari del Patrimoni Arquitectònic de Catalunya.

## Descripció
Edifici civil.
Casa entre mitgeres. Consta de planta baixa i dos pisos. La façana presenta un eix central amb proporcions verticals. A la planta hi ha un portal central, un lateral i una finestra, tots tres d'arc escarser amb emmarcaments de pedra.
La façana és d'obra vista, formant relleus que emmarquen les obertures. Al primer pis hi ha una balconada amb dos portals i al segon tres balcons. Les llosanes són de pedra i les baranes de ferro forjat complex.
Cal remarcar que la façana queda coronada per una falsa barana amb elements decoratius vegetals d'estuc.

## Història
L'antic camí de Gurb sorgí com la prolongació del carrer de les Neus vers el segle xii i on s'anaren transformant les masies i edificacions en cases entre mitgeres que seguien el traçat natural del camí. Al segle xv es construí l'església gòtica dels Carmelitans prop de l'actual carrer Arquebisbe Alemany, enderrocada el 1655 en convertir-se la ciutat en plaça fortificada contra els francesos durant la guerra dels Segadors. Als segles XVII-XVIII es construí l'actual convent i l'església dels Carmelitans calçats. Al segle xviii la ciutat experimenta un fort creixement i aquests carrers itinerants es renoven formant part de l'Eixample Morató. Al segle xix, amb la urbanització de l'Horta d'en Xandri entre el carrer Gurb i de Manlleu també es renova. Actualment el carrer viu una etapa d'estancament i convindria revitalitzar-lo
L'edifici actual és de 1914 i és important, ja que és representatiu de l'estil modernista.